# Little Vermilion Lake (Chukuni River)
Der Little Vermilion Lake ist ein See im Kenora District im Westen der kanadischen Provinz Ontario.

## Lage
Der Little Vermilion Lake liegt 25 km nördlich von Red Lake. Der See hat eine Nord-Süd-Längsausdehnung von 25 km und eine Fläche von 56 km². Der See ist grob in ein nördliches und ein südliches Seebecken gegliedert. Der Little Vermilion Lake liegt in einer Seenkette, welche vom Chukuni River von Westen nach Osten durchflossen wird. Der Nungesser River, der den nördlich gelegenen Nungesser Lake entwässert, mündet in das nördliche Seeende.

## Seefauna
Der See ist ein gutes Angelgewässer – insbesondere für Hecht und Glasaugenbarsch.